# Schloss Unterriexingen
Das Schloss Unterriexingen auf einer Hochterrasse im Enztal geht auf eine um 1100 erbaute Höhenburg zurück und liegt am Nordostrand des Dorfes Unterriexingen, das heute zu Markgröningen im baden-württembergischen Landkreis Ludwigsburg gehört.

## Geschichte
Das heutige Schloss Unterriexingen geht wohl auf eine „staufische“ Burganlage der Herren von Riexingen zurück, die erstmals im späten 12. Jahrhundert Erwähnung fand. Die am nördlichen Rand einer Hochterrasse rechts der Enz errichtete und auf drei Seiten mit einem Graben umgebene Burg diente vermutlich auch der Sicherung des Holztransportes auf der Enz und der parallel verlaufenden Landstraße.

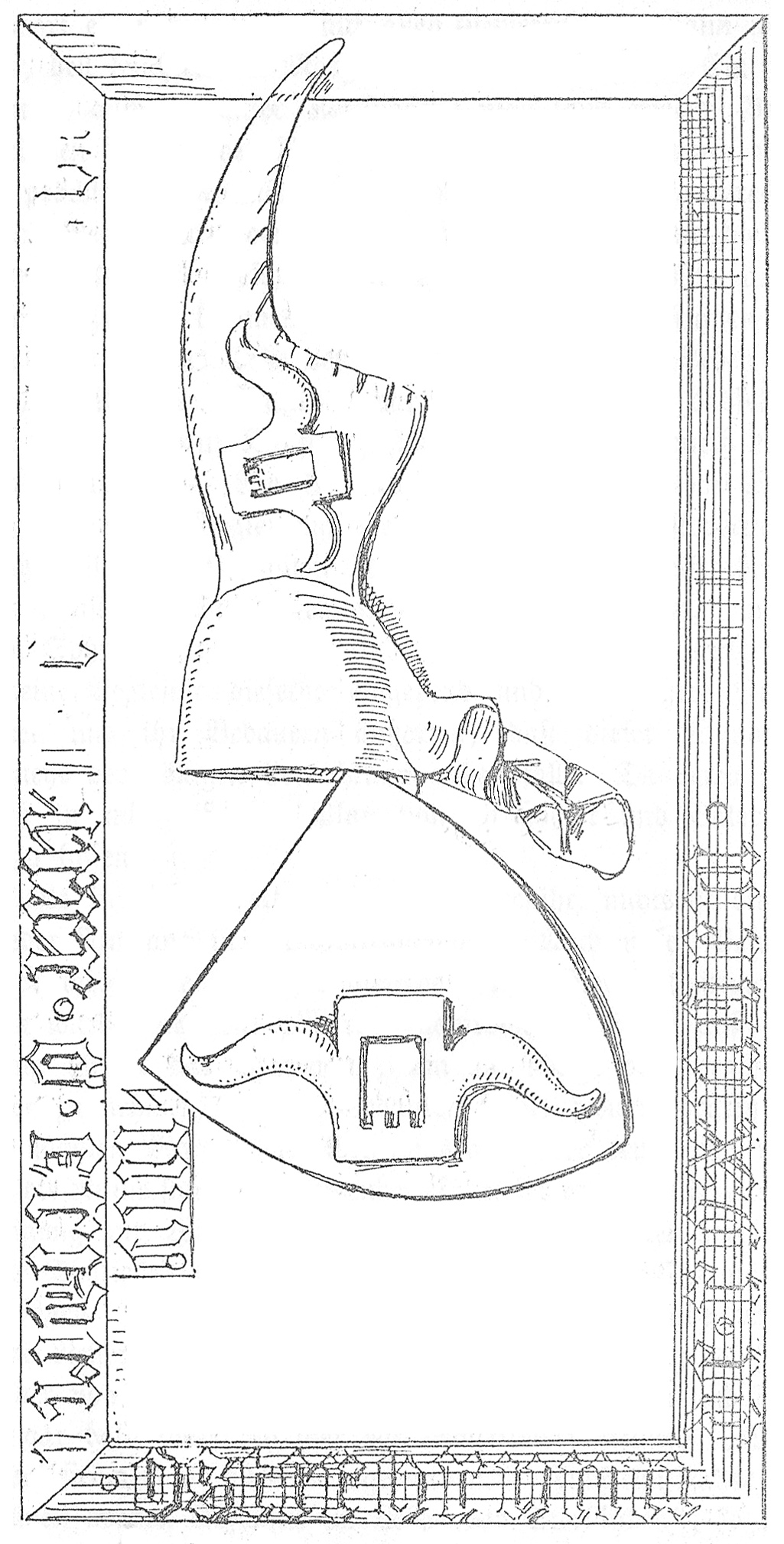
Wappen der Herren von Riexingen (1394)

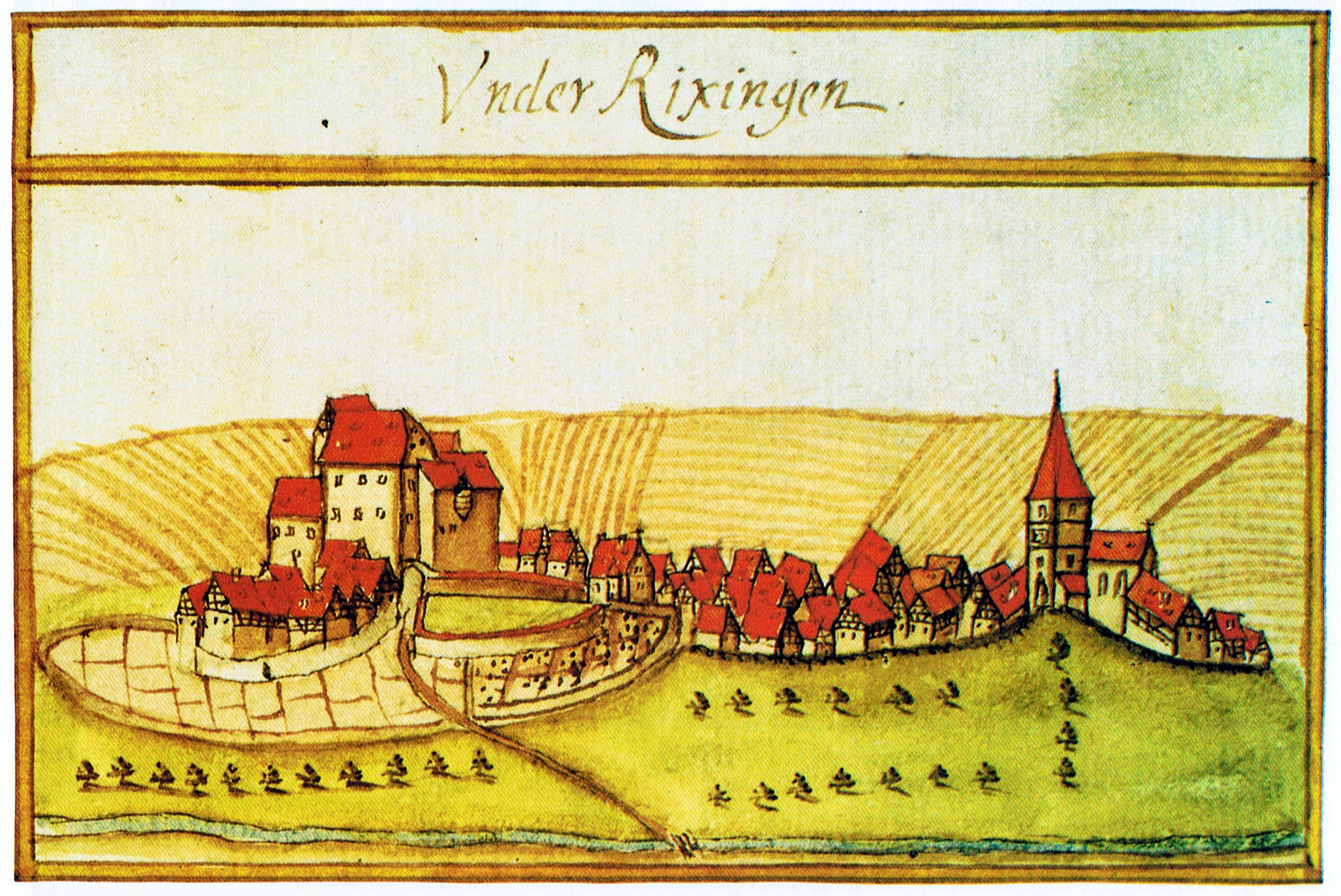
Burg und Dorf „Under Rixingen“ um 1682 (aus dem Kieserschen Forstlagerbuch)

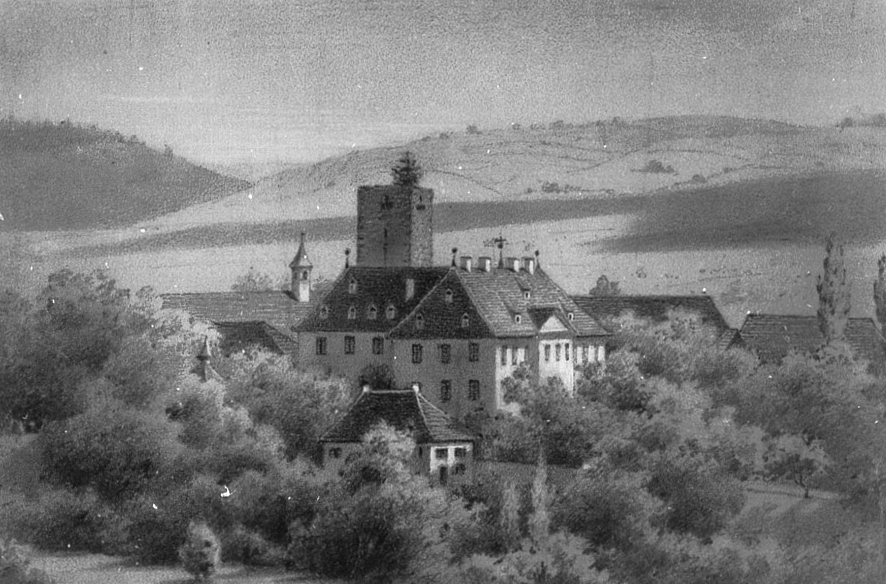
Schloss von Nordwesten (Bleistiftzeichnung 1840)

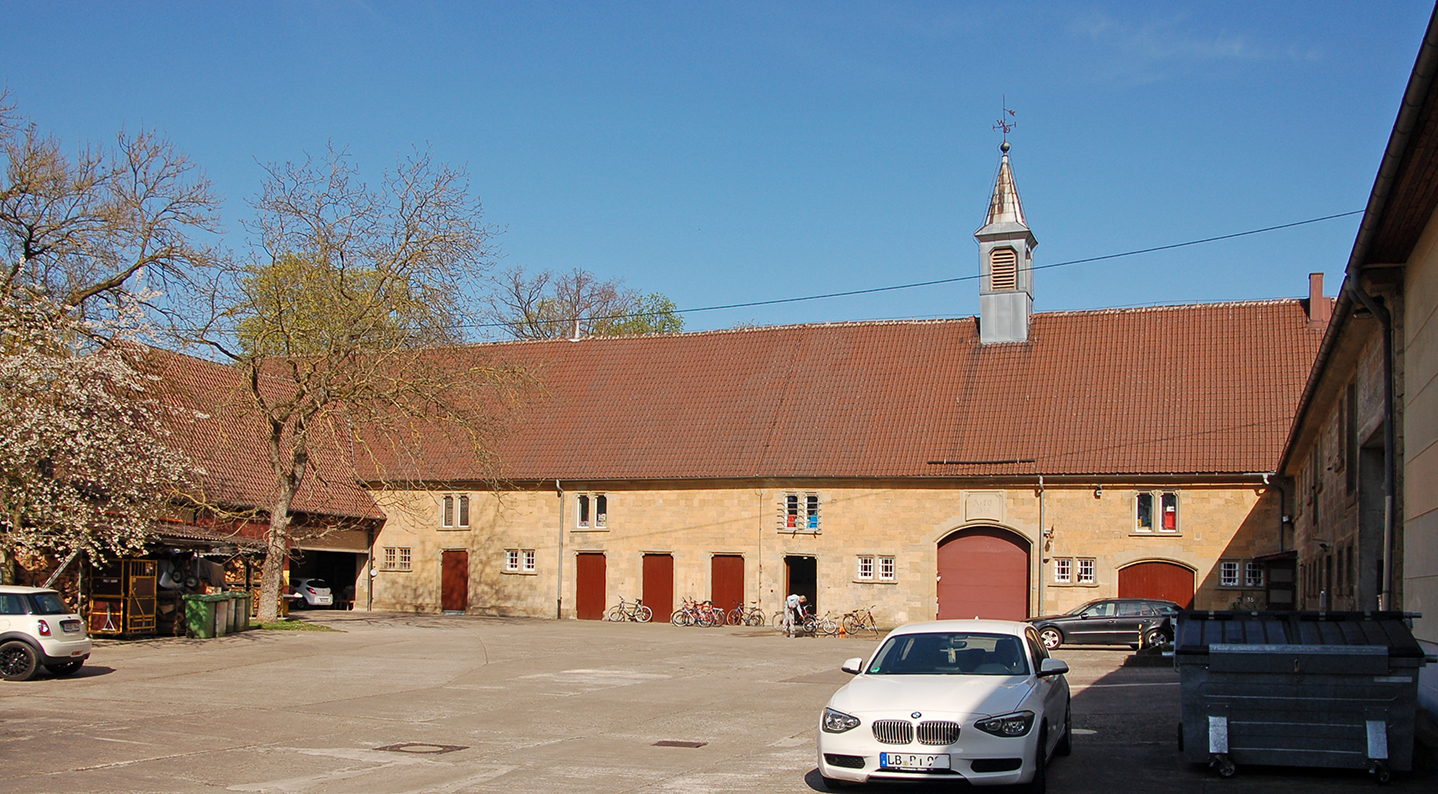
Meierhof neben dem Schloss

### Burg- und Schlossherren
In den Stifterverzeichnissen der Klöster Hirsau und Reichenbach tauchen zwischen 1080 und 1120 mit „Sigeboto de Ruggesingen“, „Heinricus de Ruggsingen“ und „Gerlach de Ruxingen“ erstmals die Herren von Riexingen auf. Spätestens von 1396 an, als die württembergischen Einwohner von „Undern Rixingen“ und Talhausen zusammen mit den abtrünnigen Grüninger Bürgern den Württemberger Grafen per Urfehde-Brief ewige Treue schwören mussten, teilte sich ein jeweils wechselndes Adelsgeschlecht den Ort mit dem Haus Württemberg. Als Grablege des Ortsadels diente die Frauenkirche, in der zahlreiche Epitaphe erhalten sind. Das älteste stammt von Friedrich Osterbrunn von Riexingen († 1394).
Das Geschlecht der Herren von Riexingen starb 1506 aus. Ihnen folgten u. a. die Freiherren von Urbach, von Sachsenheim, von Winterstetten, von Nippenburg, von Sternenfels, von Lützelburg, Schertlin von Burtenbach und Leutrum zu Ertingen. Die Einwohner Unterriexingens waren entweder Untertan der Ortsherrschaft oder württembergischer Untertan, anfangs je nach Lage ihres Hauses links oder rechts der Glems als natürlicher Grenze. Mit dem Aufstieg Württembergs zum Königreich wurde 1806 auch die Familie des hiesigen Ortsadels dem König von Napoleons Gnaden unterstellt.

### Umbau zum Schloss
Der Sitz der Ortsherrschaft gehörte von 1717 bis 1763 und wieder ab 1815 den Freiherren (ab 1884 Grafen) Leutrum zu Ertingen, die die mittelalterliche Burg in der zweiten Hälfte des 18. Jahrhunderts unter Einbezug des großen Steinhauses und des Bergfrieds durch einen Schlossanbau an der Westseite erweiterten. Weitere Umbauten fanden ab 1815 statt und gaben dem Schloss sein klassizistisches Erscheinungsbild. Der zum Schloss gehörende Park hat eine Fläche von rund 40.000 Quadratmetern. Südlich der Burg finden sich heute noch herrschaftliche Wirtschaftsgebäude des ehemaligen Meierhofes. Eine Kelter wurde abgerissen. 2016 war die Besitzerin Irmela Prinzessin von Ratibor und Corvey, geb. Gräfin Leutrum von Ertingen (* 1937).
Aus der Beschreibung des Oberamts Vaihingen von 1856, welchem Unterriexingen zu dieser Zeit angehörte, wird über die Burgrelikte und das Schloss Folgendes berichtet:

„„Am östlichen Ende des Dorfs steht als eine besondere Zierde des Orts, wie der nächsten Umgegend, das dem Freiherrn von Leutrum-Ertingen gehörige Schloß mit seinen namhaften Nebengebäuden und ausgedehnten, schönen Gartenanlagen, welche das Schloß umgeben und noch eine Strecke weit an den Enzthalgehängen fortziehen. Das Schloß im Styl des vorigen Jahrhunderts erbaut, enthält drei Stockwerke und lehnt sich mit einem seiner Seitenflügel an einen alten viereckigen Thurm, den Rest einer früheren Ritterburg, außer welchem auch im Inneren und Außeren der Flügelgebäude noch Manches an die Architektur des Mittelalters erinnert. Der Thurm, dessen Höhe 92 Zoll beträgt, ist ganz massiv und an den Ecken aus Bossagen erbaut. Die Mauern desselben haben in den unteren Theilen eine Dicke von 10 Zoll, und verjüngen sich gegen oben, so daß sie auf der Zinne nur noch 3 Zoll betragen. Der Thurm hatte nie einen steinernen Einbau, sondern war ein sog. Mantel, in seinem Inneren mit hölzernen Böden und Leitern versehen; seine gegenwärtigen Treppen, durch die er wieder zugänglich gemacht wurde, verdankt er dem im Jahr 1852 verstorbenen Freiherrn Carl Friedrich Ludwig v. Leutrum. Mit Ausnahme des obersten mit Fenstern versehenen Stockwerks hat er nur Schußscharten. Von der Zinne, aus der eine Tanne malerisch emporwächst, genießt man eine sehr freundliche Aussicht in das Enzthal und über die Hochebene hinweg bis nach Nußdorf.““

## Tierpension
Überregionale Bekanntheit erlangte das Schloss in Unterriexingen mit der darin untergebrachten Tierpension. Nikolaus Prinz von Ratibor (* 1962), Tierarztsohn und Züchter von Leonbergern, eröffnete 1995 im Schloss eine Unterbringungsmöglichkeit von Haustieren. Die als „Tierschlosshotel“ bezeichnete Tierpension bietet Tierbesitzern die Möglichkeit, während Reisen oder Krankheit geeignete Hunde, Katzen, Vögel oder Kleintiere gegen Gebühr unterzubringen. Als Tierpension erhielt das Schloss einiges an medialer Resonanz im Fernsehen und in Zeitungen oder Zeitschriften.
Neben der Beherbergung von Tieren wird vom Schloss aus auch tierversuchsfreies Hundefutter direkt vertrieben.
Der Dokumentarfilm Der Südwesten von oben porträtierte das Schloss mit einem starken Fokus auf das Hundehotel.